# Alfatar
Alfatar (bulharsky Алфатар) je město ležící v severním Bulharsku, v Dolnodunajské nížině. Je správním střediskem stejnojmenné obštiny a žije v něm přibližně 1 400 obyvatel.
Nedaleko města se nachází lesní rezervace v oblasti Karakuz.

## Název
Alfatar je jedinečný název osady v bulharské toponymii. V historických pramenech se nachází pod názvy: Alfatar, Aflatar, Achlatar a Iflatar. Protobulharský původ najdeme v názvu „jai“ – vojsko a „tora“ – město (pevnost) – v překladu „pevnost s armádou“. Podobně – „Iflatar“ se nazývala jižní strana středověké pevnosti Druster (nyní Silistra).
Pozoruhodné je, že téměř 3 000 kilometrů daleko ve středním Španělsku se nachází město s téměř identického názvu – Alfafar.

## Historie
Alfatar je stará bulharská osada známá od roku 1573.
Během rusko-turecké války, emigrovalo v srpnu 1773 z vesnice 400 rodin do Ruské říše. V následujícím roce založili osadu Olšanka v oblasti ruské vojenské hranice, která v té době vznikala. Mnoho Bulharů zklamaných neúrodnými zeměmi se rozhodlo vrátit do své vlasti, byli však vystaveni represím a byli nuceni v Olšance zůstat.
Po rusko-turecké válce v letech 1828–1829 se zde usadili osadníci z  Slivenské a Jambolské oblasti. V době osvobození z turecké nadvlády zde žilo 2039 obyvatel a vesnice patřila k největším v bulharské části Dobrudže.
Podle Bukurešťské mírové smlouvy z roku 1913 se vesnice stala součástí Rumunska. Obyvatelstvo silně odolávalo pokusům o odnárodnění, účastnilo se Dobrudžské revoluční organizace a revolučního dělnického hnutí v Rumunsku. Bulharsku byla ves navrácena na základě Craiovské smlouvy v roce 1940.
V letech 1942-1943 byl Alfatar na krátkou dobu přejmenován na General Lazarovo, načež byl obnoven jeho současný název. V té době zde byl parní mlýn, 6 větrných mlýnů a další drobné podniky.
V roce 1974 Alfatar byl prohlášen městem.

## Obyvatelstvo
V roce 1903 žilo v Alfataru podle oficiálních statistik 2 971 obyvatel, 105 novorozenců, 46 sňatků, 19 gramotných mužů a 6 žen. Níže uvedená tabulka ukazuje vývoj populace města od třicátých let (1934–2021):
| Rok      | 1934  | 1946  | 1956  | 1965  | 1975  | 1985  | 1992  | 2001  | 2011  | 2021  |
| Populace | 4 120 | 4 358 | 4 042 | 3 648 | 3 250 | 2 901 | 2 468 | 2 122 | 1 633 | 1 318 |

K 15. prosinci 2024 ve městě žilo 1 343 obyvatel a bylo zde trvale hlášeno 1 361 obyvatel. Podle sčítání z 1. února 2011 bylo národnostní složení následující:
- Bulhaři: 1 587 (99.7 %)
- Turci: 5 (0.3 %)